# 趙學良

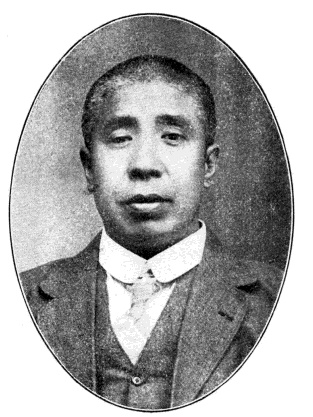
《民国之精华》中的趙學良照片

赵学良（？—？），原名学臣，1916年更名学良，吉林长春人，清末民初政治人物。

## 生平
他早年为清朝光绪癸卯科举人，授职内阁中书，毕业于北洋法政学堂。
1909年8月14日，阎寰清（府经历衔师范学堂毕业生）、赵学臣（内阁中书衔北洋法政学堂毕业生）、毕维垣（员外郎衔）、刘英（蓝翎五品顶戴候补同知）四人联名上书地方政府（魏毓兰参与起草该上书），请求开办《长春时报》，获得政府批准。
宣统元年七月十七日（1909年9月1日）吉林谘议局正式成立。议长为试用同知庆康，副议长为试用道庆山、北洋法政毕业生赵学臣。因为倾向革命，1911年武昌起义后，身为吉林谘议局副议长的他曾潜赴上海， "代达北方赞成共和之意，与各省代表联成一致，卒使南北意见藉以疏通。"在上海期间，他作为吉林代表参加各省都督府代表聯合會。
1912年4月27日，吉林谘议局改为吉林临时省议会并启用印信，选庆康为议长， 赵学臣、沈景全为副议长。他还当选为民元国会参议院议员。